# Honey Camp
Honey Camp ist ein Ort im Orange Walk District in Belize. Der Ort ist eine der kleinsten Kommunen in Belize. 2010 hatte der Ort 37 Einwohner.

## Geographie
Honey Camp liegt am Südufer der Honey Camp Lagoon, etwa 14 km entfernt von Orange Walk Town im Nordwesten. Das Gebiet ist stark von Verkarstung geprägt. Im Westen erstreckt sich die Doubloon Bank Savannah  mit dem Honey Camp Jib Forest Reserve.

## Klima
Das Klima ist tropisch heiß.